# Cicely Mary Barker
Cicely Mary Barker (Croydon, 28 juni 1895 - Worthing, 16 februari 1973) is de illustratrice van de zeer bekende Flower Fairies, in het Nederlands uitgegeven als Bloemenkinderen. Van kinds af aan was ze zeer geïnspireerd door Kate Greenaway.
 
Ze kon door epilepsie niet naar school gaan  en werd toen thuis opgeleid, waar haar creatieve tekenen en schrijven werd gekoesterd en ontwikkeld op haar jonge leeftijd. Als dertienjarige werd Cicely ingeschreven bij de Croydon Art Society.
Toen zij vijftien jaar oud was, werden vier van Cicely Mary Barkers werken in 1911 gekocht en gepubliceerd door drukker Raphael Tuck.  Dit opende de deuren voor haar werk, dat werd verkocht aan tijdschriften, wenskaartenproducenten, en later de uitgevers. Dit was een welkome verademing voor de familie toen haar vader een ontijdige dood stierf in 1912 en haar familie (moeder en oudere zus Dorothy) in financiële moeilijkheden achterliet. 
In 1923 werden Cicely Mary Barkers bloemensprookjes, illustraties en verzen gepubliceerd. Dat waren de Flower Fairies of the Spring, de eerste van de Flower Fairy-serie. Haar sprookjesafbeeldingen kwamen erg in trek, vooral geliefd bij Queen Mary die regelmatig ansichtkaarten verstuurde naar vrienden, met name de illustraties van elfen en feeën, die werden gepubliceerd in 1918.  
Cicely had altijd echte modellen om haar illustraties te maken. Haar zus Dorothy had een kleuterschool in de achterste kamer van hun huis, hetzelfde huis waar Cicely Mary een studio had gebouwd in de tuin. Deze kleine kinderen werden haar favoriete modellen, met een bloem, een takje of bloesem van een fee.  
Ze was een religieus persoon en schilderde veel religieuze werken, waaronder geïllustreerde Bijbelverhalen die geschreven werden door haar zuster Dorothy. Cicely vervolgde haar betrokkenheid bij de Croydon School of Art, waar ze ook onderwijzeres was. Cicely Mary Barker stierf 16 februari in 1973 op 77-jarige leeftijd, hetzelfde jaar dat ze de vijftigste verjaardag vierde van haar eerste gepubliceerde bloemenkinderenboek, Flower Fairies of the Spring.

## Haar boeken
Alle boekjes zijn uitgegeven door Blackie in Londen
- Flower Fairies of the Spring,  1923
- Spring Songs with Music,  1923
- Flower Fairies of the Summer,  1925
- Flower Fairies of the Autumn,  1926
- Summer Songs with Music,  1926
- The Book of the Flower Fairies,  1927
- Autumn Songs with Music,  1927
- Old Rhymes for All Times,  1928
- The Children’s Book of Hymns,  1929
- A Flower Fairy Alphabet,  1934
- The Lord of the Rushie River, 1938
- Flower Fairies of the Trees,  1940
- Flower Fairies of the Garden,  1944
- Flower Fairies of the Wayside,  1948
- Flower Fairies of the Flowers and Trees,  1950
- The Flower Fairy Picture Book,  1955

- Bibsys: 11060291
- Biblioteca Nacional de España: XX1784511
- Bibliothèque nationale de France: cb127085390 (data)
- CiNii: DA07620127
- Digitale Bibliotheek voor de Nederlandse Letteren: bark008
- Gemeinsame Normdatei: 118652532
- International Standard Name Identifier: 0000 0001 1628 5053
- Library of Congress Control Number: n81038456
- MusicBrainz: 169266a3-68f7-4c76-80ff-a9cd3a0bc76a
- Bibliotheek van het Japanse parlement: 00432305
- Nationale Bibliotheek van Tsjechië: jo2012723588
- Nationale bibliotheek van Australië: 36231333
- Nationale Bibliotheek van Israël: 987007304644105171
- Nationale en Universitaire bibliotheek Zagreb: 000448397
- Nederlandse Thesaurus van Auteursnamen: 068771584
- RKD-Nederlands Instituut voor Kunstgeschiedenis: 4480
- LIBRIS: 358760
- SNAC: w61z759j
- Système universitaire de documentation: 081714017
- Trove: 1233676
- Union List of Artist Names: 500488061
- Virtual International Authority File: 41964368
- WorldCat: E39PBJr3rQ8VDQXJT6hbmf3bBP